# Sati Kazanowa
Satanej (Sati) Setgalijewna Kazanowa, ros. Сатане́й (Сати́) Сетгали́евна Каза́нова (ur. 2 października 1982 w Wierchnym Kurkużynie, rejon baksanski, Kabardyno-Bałkarska ASRR, ZSRR) – rosyjska piosenkarka, absolwentka Rosyjskiej Akademii Muzycznej im. Gniesinów – państwowej wyższej szkoły muzycznej z siedzibą w Moskwie; była solistka rosyjskiej grupy muzycznej Fabrika (od 2002 do maja 2010). W 2002 jako członkini tego zespołu wzięła udział w pierwszej edycji rosyjskiego talent show Fabrika zwiozd, emitowanego na Pierwym kanale. Ostatecznie żeńskie trio uplasowało się na drugim miejscu.
Z pochodzenia jest Kabardyjką. Mieszka w Moskwie. Ma trzy siostry: Swietłanę (ros. Светлана), Marjanę (ros. Марьяна) i Madinę (ros. Мадина).
14 października 2017 r. wyszła za mąż za włoskiego fotografika Stefano Tiozzo, formalnie przyjmując nazwisko męża.

## Single
- Семь восьмых (2010)
- Игра (2010)
- Буэнос-Айрес (2011)
- Потусторонняя (2011)
- Сказка (2012)
- Чувство лёгкости (feat. Батишта; 2012)
- Зима (2013)
- Дура (2013)
- Мы поверим в чудеса (2013)[a][6]

## Teledyski
| Rok  | Wideoklip                        | Reżyseria                                  | Аlbum |
| ---- | -------------------------------- | ------------------------------------------ | ----- |
| 2010 | Семь восьмых                     | Jekatierina Caryk (Екатерина Царик)        | –     |
| 2011 | Буэнос-Айрес                     | Jewgienij Misiura (Евгений Мисюра)         | –     |
| 2011 | Потусторонняя                    | Alan Badojew (Алан Бадоев)                 | –     |
| 2012 | Чувство лёгкости (feat. Батишта) | Wiktor Skuratowskij (Виктор Скуратовский)  | –     |
| 2013 | Дура                             | Aleksandr Filatowicz (Александр Филатович) | –     |
| 2013 | Мы поверим в чудеса              |                                            | –     |

## Nagrody i odznaczenia
- W 2006 została uhonorowana nagrodą Astra (ros. Астра) w kategorii „Styl w muzyce”[2][7].
- 5 października 2009 została przez prezydenta Adygei Asłanczerija Tchakuszynowa uhonorowana tytułem Zasłużony Artysta Republiki Adygei[2][8].
- W 2010 została uhonorowana tytułem Zasłużony Artysta Kabardo-Bałkarii[2][9].